# Сераковізна
Сераковізна (пол. Sierakowizna) — село в Польщі, у гміні Більськ-Підляський Більського повіту Підляського воєводства.
Населення — 48 осіб (2011).
У 1975-1998 роках село належало до Білостоцького воєводства.

## Демографія
Демографічна структура станом на 31 березня 2011 року:
|          | Загалом | Допрацездатний вік | Працездатний вік | Постпрацездатний вік |
| -------- | ------- | ------------------ | ---------------- | -------------------- |
| Чоловіки | 20      | 3                  | 13               | 4                    |
| Жінки    | 28      | 7                  | 15               | 6                    |
| Разом    | 48      | 10                 | 28               | 10                   |